# Julio Rosas Huaranga
Julio Pablo Rosas Huaranga (Santa María del Valle, Huánuco; 4 de septiembre de 1958) es un pastor evangélico y político ultraconservador peruano. Fue congresista de la república por Lima durante dos periodos consecutivos.

## Biografía
Julio Rosas nació el 4 de septiembre de 1958 en el distrito de Santa María del Valle, ubicado en el departamento de Huánuco en Perú.
Cursó sus estudios primarios y secundarios en la ciudad de Huánuco. Entre 1977 y 1979 cursó estudios de ministerio pastoral en el Instituto Teológico Alianza de Huánuco dedicándose al ejercicio de su ministerio.
En 1991 inició la Iglesia Alianza Cristiana y Misionera en el distrito de San Martín de Porres en la provincia de Lima.
El 14 de enero del 2011, Julio Rosas fue invitado por Keiko Fujimori para encabezar la lista de candidatos al Congreso de la República del Perú de Fuerza 2011, partido político con el cual Fujimori buscaba ganar la presidencia del Perú en las elecciones generales de ese mismo año. El vínculo se originó cuando Fujimori acudía a las misas organizadas por Rosas, quien le daba consejos espirituales y realizaba oraciones por la excarcelación de Alberto Fujimori. Rosas terminó resultando electo como congresista con 75,322 votos y fue juramentado para el periodo parlamentario 2011-2016.
En las elecciones generales del 2016, fue reelegido Congresista por la Alianza para el Progreso del Perú, con 27,237 votos, para el periodo parlamentario 2016-2021.
Durante su gestión fue destacado negativamente como el congresista con la producción de normas más pobre de todo el para el periodo parlamentario 2016-2019. Desde su inicio en el 2011, presentó 10 proyectos de ley de los que solo 4 sirvieron de base para una ley aprobada. Por el contrario, participó con adherente en más de 100 proyectos de leyes.
Sin embargo, su actividad política más notoria se dio con el apoyo al movimiento Con mis hijos no te metas, opositor al enfoque de género en la educación y cuyo vocero era precisamente Christian Rosas, hijo del congresista. Además, condecoró a Mat Staver y Michael Brown, promotores de la persecución hacia los homosexuales en Uganda. El 30 de septiembre de 2019 su cargo legislativo llega a su fin tras la disolución del Congreso realizada por el entonces presidente Martín Vizcarra.